# Ferras
Ferras, pseudonimo di Ferras Alqaisi (Gillespie, 2 luglio 1982), è un cantautore statunitense.
È molto conosciuto per il suo singolo "Hollywood's Not America" dal suo album di debutto "Aliens & Rainbows" del 2008. Nel 2014 Ferras ha firmato con la Metamorphosis Music, una diramazione della Capitol Records, fondata da Katy Perry, diventando così il primo artista dell'etichetta.

## Biografia
Ferras è nato il 2 luglio 1982 a Gillespie, in Illinois. Dopo il divorzio dei suoi genitori, quando lui era ancora giovane, suo padre, promettendogli un viaggio a Disneyland, lo ha portato ad Amman, Giordania. La madre alla fine riuscì a riportarlo negli Stati Uniti, trasferendosi in California. Successivamente Ferras ha frequentato la Berklee College of Music in Boston, Massachusetts. Nel 2007, mentre era a scuola, durante le vacanze di primavera, ha firmato con la Capitol Records dopo aver fatto un provino per il presidente dell'etichetta Jason Flom. Nello stesso anno Ferras ha conosciuto Katy Perry, perché anche lei aveva firmato con la stessa etichetta.

## Carriera

### Gli Esordi (1999 - 2006)
La sua carriera inizia mentre era in Amman con suo padre. Ferras, durante questo periodo, ha iniziato a comporre delle canzoni grazie ad una tastiera ricevuta da suo padre. A soli 17 anni, Ferras decide di intraprendere una carriera musicale, dopo aver ascoltato alcuni cantanti pop come Britney Spears e 'N Sync. Dopo aver registrato un demo, è stato invitato in Florida, dove ha firmato con un manager e, successivamente, si è trasferito a Los Angeles. Ha partecipato, ad aprile del 2003, al reality televisivo Performing As... con l'aiuto di Fred Durst. Ferras aveva firmato con Durst prima di andare alla Berklee College of Music. Successivamente ha firmato con la EMI's Capitol Records, dopo un'audizione per il presidente Jason Flom.

### Aliens & Rainbows (2008 - 2009)
l'11 marzo 2008, Ferras ha rilasciato il suo album di debutto Aliens & Rainbows con la Capitol Records. L'album è stato prodotto da Gary Clark e The Matrix. Il primo singolo dell'album è Hollywood's Not America, che è stato usato come "canzone d'uscita" durante la semi-finale della settima stagione di American Idol. La canzone arrivò al No. 62 nella Billboard Hot 100. Il 12 febbraio 2008, Ferras ha cantato questa canzone durante la sua prima performance in una televisione nazionale nel programma The Today Show. Il 14 marzo 2008, Ferras e Katy Perry, hanno partecipato al SXSW Music Festival.

### Interim - The Time Between (2010 - 2011)
Il 2 luglio 2010, Ferras ha rilasciato un EP intitolato "Interim - The Time Between". L'EP contiene 5 nuove canzoni registrate in una sessione live in studio. Esso fu rilasciato come regalo per i fan che avevano aspettato con pazienza nuovo materiale. Inoltre, a settembre dello stesso anno, Ferras ha scritto la canzone "Aftermath" insieme ad Adam Lambert, per il CD For Your Entertainment. A giugno 2010, ha scritto la canzone "Love the Fall", con l'aiuto di Gary Clark, per il cantante australiano Michael Paynter. A gennaio del 2011, Ferras e Audra Mae hanno scritto la canzone "Good News" per la cantante tedesca Lena Meyer-Landrut. Successivamente, ha composto, insieme a Ricky Martin, 4 tracce per l'album "Musica+Alma+Sexo", che è stato rilasciato a febbraio del 2011. Nello stesso anno Ferras ha scritto, insieme a Richard Vission, la canzone "Galaxy", in seguito rilasciata come duetto di Jessica Mauboy e Stan Walker. La canzone fu poi rilasciata come 5º singolo del secondo album di Jessica Mauboy nell'Ottobre 2011. "Galaxy" venne certificata platino dalla ARIA (Australian Recording Industry Association) per aver venduto oltre 70,000 copie digitali.

### Ferras EP (2014 - Presente)
Il 17 giugno 2014, Ferras rilascia il "Ferras EP", dopo esser diventato il primo artista a firmare con la Metamorphosis Music di Katy Perry. Il primo singolo dell'EP è "Speak In Tongues". L'album contiene anche un duetto di Ferras e Katy Perry, intitolato "Legends Never Die". L'EP contiene 5 tracce ed è stato rilasciato su iTunes. Inoltre Ferras è stato l'artista di apertura dei concerti del Prismatic World Tour in Nord America ed in Asia.  Ferras & Katy Perry - Legends Never Die, su YouTube.
Il 24 giugno 2016, Ferras rilascia il primo singolo promozionale del nuovo album, "Closer", sotto la UnSub Records di Katy Perry.

## Discografia

### Album & EP
| Anno | Titolo                     |
| ---- | -------------------------- |
| 2008 | Aliens & Rainbows          |
| 2010 | Interim - The Time Between |
| 2014 | Ferras EP                  |

### Singoli
| Anno | Titolo                  | Album                      |
| ---- | ----------------------- | -------------------------- |
| 2008 | Hollywood's Not America | Aliens & Rainbows          |
| 2008 | Liberation Day          | Aliens & Rainbows          |
| 2008 | Rush                    | Aliens & Rainbows          |
| 2010 | Wall Around My Heart    | Interim - The Time Between |
| 2014 | Speak In Tongues        | Ferras EP                  |
| 2016 | Closer                  | TBA                        |